# Isotta Fraschini Tipo 8A
Isotta Fraschini Tipo 8A був моделлю люкс-класу  італійської компанії Isotta Fraschini, що виготовлялась впродовж 1924-1932 років.

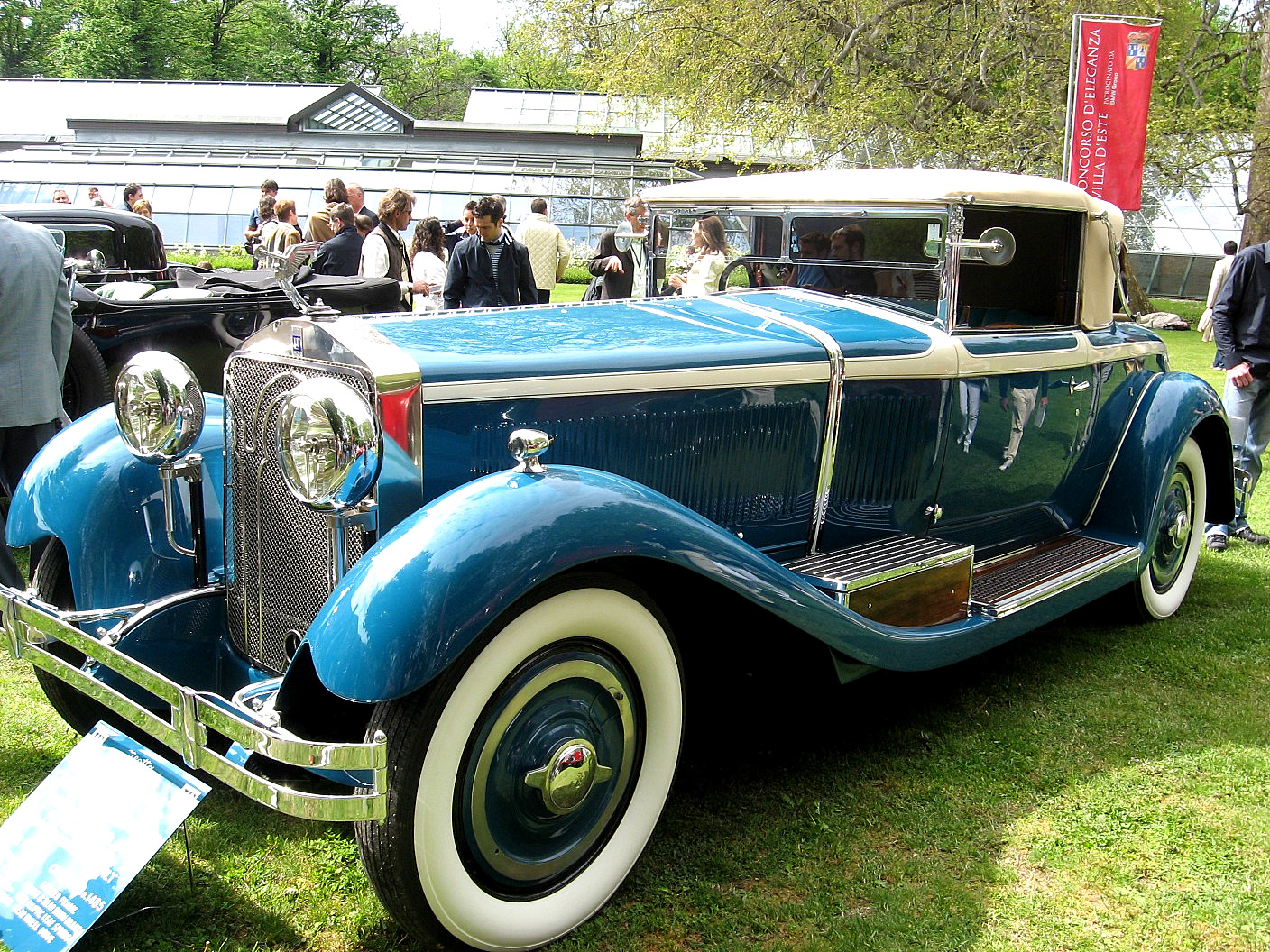
Isotta-Fraschini 8A. Родстер

## Історія
На моделі було встановлено 8-циліндровий рядний верхнєклапанний мотор об'ємом 7370 см ³  і потужністю 115-160 к.с. конструкції Густіно Каттанео (італ. Giustino Cattaneo). На той час це був найпотужніший рядний 8-циліндровий мотор світу. Його доповнювала 3-ступінчаста коробка передач. У підвісці використовували гідравлічні амортизатори подвійної дії. Компанія гарантувала максимальну швидкість Isotta Fraschini Tipo 8A 150 км/год при масі авто близько 1500 кг.
Модель Tipo 8A прийшла на заміну моделі Tipo 8 з мотором у 5,9 л, як виключно розкішний автомобіль, чия вартість перевищувала вартість Duesenberg Model J. Компанія продавала лише шасі з мотором. Власники на свій смак, фінансові можливості замовляли у спеціалізованих компаніях кузов, дизайн якого розробляли найвідоміші фахівці. Найтісніше співпрацювала з кузовною компанією Carrozzeria Castagna. Біля третини машин даної моделі продали у США. Всього було виготовлено близько 950 шасі з колісною базою 3404 - 3683 мм.
Власниками Isotta Fraschini Tipo 8A були шаханшах Ірану Реза Шах Пехлеві, королі Румунії Фердинанд I і Кароль II, Беніто Муссоліні, Пій XI, актори Рудольф Валентіно, Клара Боу. У березні 2013 Isotta-Fraschini Tipo 8А з кузовом кабріолет 1929 була продана за 473.000 $.
У відомому фільмі Бульвар Сансет (1950) був показаний Isotta Fraschini Tipo 8A. 1929 з кузовом купе-де-Віль компанії Carrozzeria Castagna з Мілану. Його салон було оббито шкурою леопарда, знаходились позолочений телефон та деталі. Цей автомобіль з 1972 знаходиться у Національном Автомобільному Музеї (італ. Museo Nazionale dell'Automobile) у Турині. На задніх дверях розміщені ініціали зірки німого кіно Норми Десмонд (англ. Norma Desmond).